# Terratrèmol de Hōei de 1707
El terratrèmol de Hōei de 1707 va tenir lloc el 28 d'octubre de 1707 a les 14:00 hora local; va ser el terratrèmol més gran de la història del Japó, abans del terratrèmol i tsunami de Sendai del 2011. Va causar danys entre moderats i severs al sud-oest de les illes de Honshu, Shikoku i al sud-est de Kyūshū. El terratrèmol i el tsunami resultant van causar més de 5.000 morts. Aquest terratrèmol va tenir una força de 8,6 en l'escala de Richter. Igualment, es creu que va poder haver provocat l'última de les erupcions històriques del Mont Fuji que va activar-se 49 dies després.

## Danys
Van quedar destruïdes 29.000 cases i hi va haver més de 5.000 morts. Almenys es va produir una esllavissada important provocada pel terratrèmol a Ohya, a la prefectura de Shizuoka. Aquesta esllavissada, una de les tres més grans esdevingudes al Japó, va afectar una àrea d'1,8 km², amb un volum aproximat de 120 milions de m³. La conca de la prefectura de Nara mostra proves que es va produir una liqüefacció del sòl com a conseqüència d'aquest esdeveniment.

## Efectes
Segons es dedueix de diverses observacions, la magnitud del succés de 1707 va superar tant al terratrèmol de 1854 a Ansei-Tokai com el terratrèmol de 1854 d'Ansei-Nankai. Les proves sobre això són: l'elevació de terres al cap Muroto (prefectura de Kochi) –que s'estima en 2,3 metres el 1707 comparat amb uns 1,5 metres del 1854–, la presència a la zona d'una intensitat sísmica entre 6 i 7 en l'escala sísmica de l'Agència Meteorològica del Japó a la plana de la província de Kawachi, i la gravetat dels danys i l'alçada de les inundacions a conseqüència del tsunami, a més dels registres del tsunami a localitats tan llunyanes com Nagasaki (Japó) i Jeju-do (Corea del Sud).
Pel que fa al tsunami, va assolir una altura mitjana de 7,7 metres al llarg de la costa sud-oest de Kōchi, i més de 10 metres en determinats llocs.

## Relació amb l'erupció del Mont Fuji
Hi ha proves que els canvis en la tensió tectònica produïts per terratrèmols potents poden ser suficients per disparar erupcions volcàniques, entenent sempre que el sistema de magma implicat creix fins a un estat crític. El gran terratrèmol de 1707 podria haver provocat canvis en la pressió de la càmera magmàtica sota el Mont Fuji mitjançant un canvi en la tensió estàtica.